# Dotara

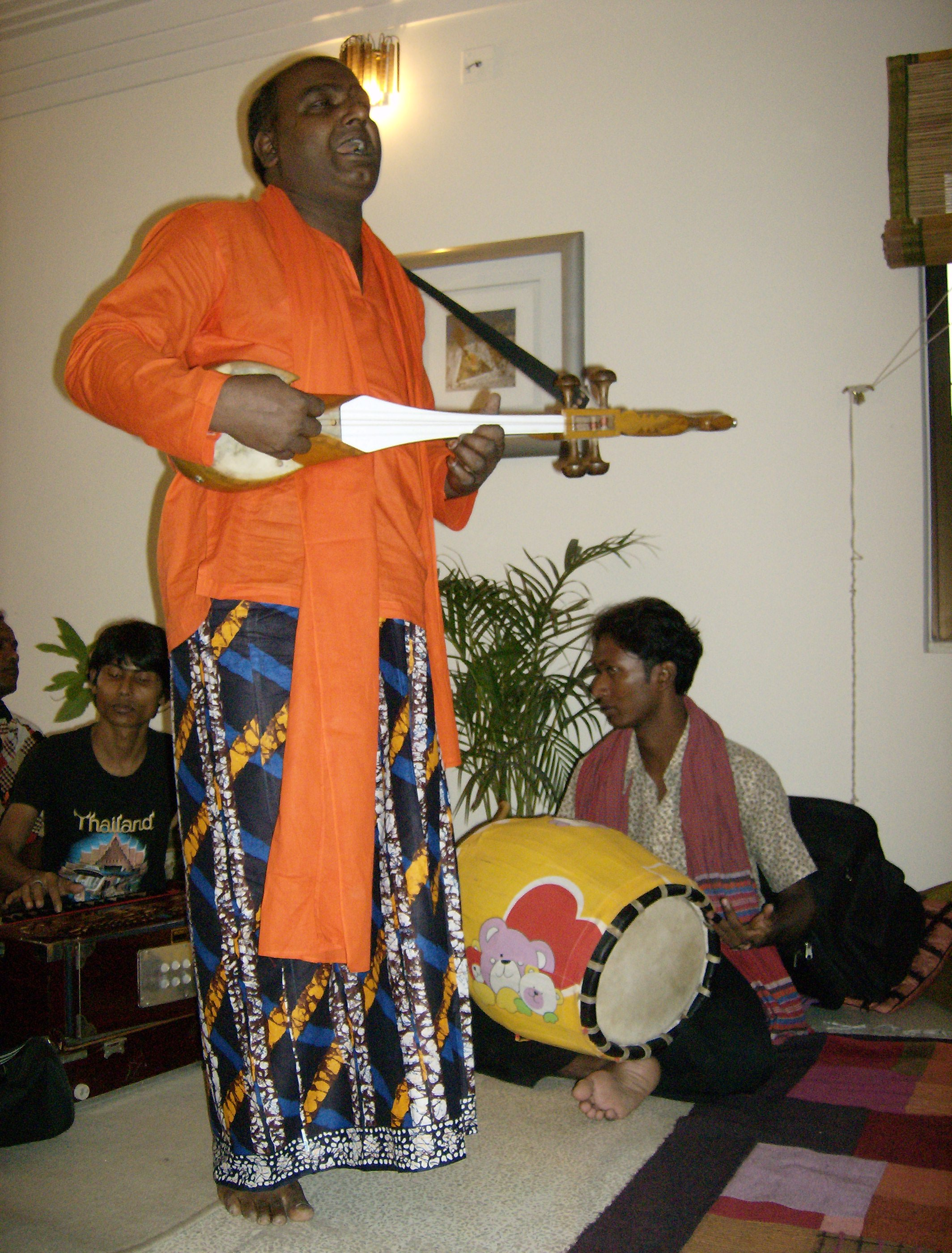
Dotara tocada en Bangladés.

La dotara, doutara o dutara es un instrumento musical propio de Assam, Bangladés, Bengala occidental y Bihar, en el subcontinente indio. El equivalente del Asia Central es el dutar.
La dotara es una especie de guitarra formada por una caja sonora piriforme provista de una tabla de armonía para hacer resonar las únicas cuerdas de seda que contiene. Estas suelen ser en número de dos pero pueden ascender a cuatro o seis. Cuenta con un mástil largo y estrecho en el que con una cuerda de tripa se han trazado quince divisiones. El extremo del mástil está decorado con grabados de pájaros. El plectro está fabricado de hueso, madera o cuerno. 
La dotara se puede tocar sentado o de pie, en cuyo caso se cuelga del cuello y se sujeta con la mano izquierda. 